# Zsombor Gulyás
Zsombor István Gulyás (ur. 25 listopada 1992) – węgierski zapaśnik walczący w stylu wolnym. Zajął dziesiąte miejsce na mistrzostwach świata w 2016. Piąty na mistrzostwach Europy w 2014. Ósmy na igrzyskach europejskich w 2015. Trzeci na akademickich MŚ w 2014. Szesnasty na Uniwersjadzie w 2013, reprezentując Uniwersytet Semmelweisa w Budapeszcie.
Mistrz Węgier w 2015 roku.